# Mary & George
Mary & George ist eine britische siebenteilige Historien-Miniserie, die im März 2024 bei Sky Atlantic erscheint. Sie wurde von D. C. Moore kreiert, basierend auf dem Sachbuch The King’s Assassin: The Fatal Affair of George Villiers and James I, von Benjamin Woolley, über George Villiers, einen Favoriten des englischen Königs James I., und dessen Mutter. Die Titelrollen werden gespielt von Julianne Moore und Nicholas Galitzine, der König von Tony Curran.

## Handlung
Anfang des 17. Jahrhunderts beeinflusst die verarmte englische Adelige Mary Villiers ihren Sohn George Villiers, den englischen König James I. zu verführen, damit ihre Familie an Macht und Einfluss gewinnt.

## Episodenliste
| Nr. | Deutscher Titel       | Originaltitel                 | Erstveröffentlichung UK | Deutschsprachige Erstveröffentlichung (D) | Regie           | Drehbuch                           |
| --- | --------------------- | ----------------------------- | ----------------------- | ----------------------------------------- | --------------- | ---------------------------------- |
| 1 | Der Zweitgeborene     | The Second Son                | 5. März 2024            | 7. März 2024                              | Oliver Hermanus | D. C. Moore                        |
| 1592: Bei der Geburt ihres Sohnes George sagt seine Mutter Mary Villiers dem Neugeborenen, er sei nichts wert, weil er als Zweitgeborener nicht erben werde. 1612: George inszeniert seinen Selbstmord durch Erhängen, weil er ein Dienstmädchen liebt. Mary plant, ihren Sohn zur Erziehung nach Frankreich zu schicken, was sein Vater jedoch verbietet, woraufhin sie diesen nach einem gewalttätigen Übergriff seinerseits tötet. Als sie von ihrem Buchhalter erfährt, dass ihr Mann ihr weder Haus noch Geld hinterlassen hat, heiratet Mary zwei Wochen später Sir Thomas Compton, der Georges Stipendium finanziert. In Frankreich wird George von Jean in Haltung und Fechten trainiert. Mary bekommt Gelegenheit, König James bei seiner Sommertour zu bewirten. Mit ihm kommt Sir David Graham, der einzige Engländer im Gefolge, und Robert Carr, Earl of Somerset, des Königs Kammerherr und Geliebter. James selbst aber ist zu müde, jemanden zu sehen. Nachts stößt Mary vor Georges Kammer auf Somerset, dem sie andeutet, er könnte durch einen Schöneren ersetzt werden; König James kommt hinzu und küsst seinen Geliebten. George stößt eines Nachts auf Jean und dessen nackten Assistenten Vincent. George hat Angst vor seiner Anziehung zu Männern, weil dies gegen die gesellschaftlichen Konventionen verstößt, lässt sich aber schließlich auf den Dreier ein. Als er nach Hause zurückkehrt, weiß Mary um seine neue Neigung und verschafft ihm die Position des Mundschenks bei einem Mahl des Königs mit seinem Schwager, dem König von Dänemark. Doch als er Fleisch servieren soll, stellt der vorige Mundschenk ihm ein Bein, woraufhin ihn George verprügelt. Der König greift ein, bevor Somerset George dafür bestraft. Zuhause will George sich die Pulsadern aufschneiden, weil er sich blamiert glaubt, aber Mary meint, es würde genügen, dass der König ihn gesehen hat. |                       |                               |                         |                                           |                 |                                    |
| 2 | Königliche Jagd       | The Hunt                      | 5. März 2024            | 7. März 2024                              | Oliver Hermanus | D. C. Moore                        |
| 1615: In einem Bordell verrät Sir Graham Mary die Reiseroute des Königs und auch, dass die Königin Somerset hasst. Der Plan, dass George den König auf dem Weg überrascht, scheitert, weil der Wegrand unerwarteterweise von Menschen überfüllt ist. Georges älterer Bruder John ist schwächlich und geistig zurückgeblieben. Um eine Frau für ihn zu finden, lädt Mary den Richter Edward Coke mit dessen Tochter Frances ein, doch beim Mahl beleidigt deren Mutter Lady Hatton die Familie Villiers. Arrangiert von Sir Graham trifft Mary die Königin, um gemeinsam zu planen, wie Somerset durch George ersetzt werden soll: Er tritt als Tänzer vor dem König auf und wird prompt zum Kammerritter geadelt. Bei einer königlichen Jagd fällt George im Gerangel mit Somerset vom Pferd und verpasst sich selbst eine Kopfverletzung, woraufhin ihn König James auf seinem Pferde mitnimmt. Mit James’ Säbel darf er einem Hirsch den Todesstoß versetzen. In der Nacht lässt James sich von George verführen. Derweil macht auch Mary mit der Bordellbesitzerin Sandie eine erste gleichgeschlechtliche Erfahrung. Ein Handlanger Grahams erzwingt von Marys Buchhalter ein Schriftstück, das beweist, dass ihre Abstammung gefälscht ist. Als Graham sie damit erpressen will, hat Mary die beiden bereits vergiftet. Sein Handlanger überlebt jedoch und übergibt das Schriftstück an Generalstaatsanwalt Francis Bacon. |                       |                               |                         |                                           |                 |                                    |
| 3 | Liebe ist Ehrfurcht   | Not So Much by Love as by Awe | 5. März 2024            | 14. März 2024                             | Oliver Hermanus | D. C. Moore                        |
| 1616: George wird durch Somerset mit niederen Pflichten gedemütigt und vom König ferngehalten. Mary ist bei ihrem ersten Auftritt am Hof betrunken und falsch gekleidet und geschminkt. Sie wird von Lady Hatton und Frances Howard, Somersets Frau, lächerlich gemacht und von James verstoßen. Doch Howards erster Mann, der Earl of Essex, berichtet ihr, Howard habe ihn mit Impotenz verflucht sowie Sir Thomas Overbury, der gegen ihre Eheschließung mit Somerset war, verflucht, sodass er in den Tower of London gesperrt wurde, und dort vergiftet. Mary holt sich von der beteiligten Hexe Beweise gegen die übrigen Mitverschwörer und präsentiert sie Edward Coke. George wird derweil von Pocken befallen und vom Hof entfernt. Bacon berichtet ihm, dass Coke einen Prozess gegen die Somersets anstrebt und Somerset den König zu einer Begnadigung drängte, die der Königliche Rat aber nicht unterschrieben hat. Somerset besucht George und im Flehen, dass er James umstimme, behauptet er, George zu lieben, und sie haben Sex. Die Mitverschwörer werden gehängt, die Somersets nach Howards Geständnis zum Tode verurteilt und in den Tower gesperrt, wo Howard ein Kind gebiert. Bei ihrem nächsten Auftritt am Hof wird Mary respektiert, aber Hatton lehnt die Verheiratung ihrer Tochter weiter ab, während James hingegen Mary um Entschuldigung bittet, die ihm den gesundeten George präsentiert. |                       |                               |                         |                                           |                 |                                    |
| 4 | Der Wolf und das Lamm | The Wolf & the Lamb           | 5. März 2024            | 14. März 2024                             | Alex Winckler   | D. C. Moore                        |
| 1617: In seltsamen Launen beißt James George nach einer Liebesnacht in den Arm, während John immer wieder in den See steigt, obwohl er nicht schwimmen kann. James nimmt George und dessen anderen Bruder Kit mit auf eine Reise nach Edinburgh und macht Bacon zum Siegelwahrer in seiner Abwesenheit. Während Hatton angeblich nicht da ist, lässt Mary Coke sein Recht als Vater nutzen, um Frances’ und Johns Heirat zu bestimmen; Hatton versteckt Frances, die wiederum durch Marys Geliebte Sandie entführt wird. Bacon greift ein und zwingt Mary und Hatton unter ein gemeinsames Dach. In Edinburgh lässt Somersets Cousin Peter Carr sich von George verführen, während James betrübt und ihm gegenüber ablehnend wird. Carr nimmt George zu Ruthven Castle, wo James einmal gefangen war, und erzählt von dessen erstem Geliebten Lord Lennox. Als Carr versucht, George zu ermorden, erschießt Kit ihn. James versöhnt sich nun mit George und enthüllt, dass sie nach Edinburgh gekommen sind, um Lennox’ balsamiertes Herz, das er James vermacht hatte, neu zu vergraben. James macht Kit zum Earl und genehmigt die Verheiratung von John und Frances. Mary verspricht, auch für George eine Frau zu finden. |                       |                               |                         |                                           |                 |                                    |
| 5 | Die goldene Stadt     | The Golden City               | 5. März 2024            | 21. März 2024                             | Alex Winckler   | D. C. Moore & Stacey Gregg         |
| 1618: Sir Walter Raleigh hat bei einer Expedition in Guyana Spanier angegriffen und dabei seinen Sohn verloren. Nachdem Mary von James ein neues Haus und den Titel Countess erhalten hat, verlässt Compton die Familie; dafür wird Sandie ihre Zofe. Der spanische Botschafter Gondomar berichtet dem König, Bacon und Coke, wobei George sich gegen James’ Willen dazugesellt, von Raleighs Tat und fordert dessen Hinrichtung, um einen Krieg abzuwenden. Bei seiner Anhörung erzählt Raleigh, sie seien von den Spaniern angegriffen worden und kurz davor, Eldorado zu finden, was George bewegt, ihn zu begnadigen. Bacon berichtet George nun, dass Mary eine Geliebte hat und David Graham ermordet hat. Derweil will Mary George mit Katherine Manners, Tochter des Earl of Rutland, verheiraten. Seine Schwester Susan, die erst nach George heiraten kann, sperrt die beiden in ein Zimmer, wo sie sich gut verstehen und miteinander schlafen. Sandie hilft Frances, die John betrogen hat, abzutreiben, und überzeugt Mary, Johns Geisteskrankheit anzuerkennen, sodass er in eine Anstalt geschickt wird. Nachdem Bacon und Gondomar George zeigen, wie Raleigh das Volk gegen die Spanier aufstachelt, spricht er mit James, dass dieser tun soll, was er für richtig hält. So wird Raleigh hingerichtet, was einen Mob auslöst. Die an Wassersucht erkrankte Königin ist, weil sie Raleigh verehrte, deswegen wütend auf Mary, der nicht mehr zu ihr, sondern zu Bacon steht. |                       |                               |                         |                                           |                 |                                    |
| 6 | Die Königin ist tot   | The Queen Is Dead             | 5. März 2024            | 21. März 2024                             | Florian Cossen  | D. C. Moore & Anchuli Felicia King |
| 1620: Die Königin ist tot, doch ihr Körper liegt verwesend im Palast, der zu verschuldet für ein Staatsbegräbnis ist, und James lenkt sich mit Ausschweifungen ab, statt sie zu besuchen. George verbündet sich mit Prinz Charles, dessen Vater zum Handeln zu bewegen. James spricht vor dem Parlament für eine Erhöhung der Steuern und für Frieden mit Spanien. Bacon lässt Sandie verhaften, sodass Mary Coke anflehen muss, sie freizulassen. Der aber wird Vorsitzender parlamentarischer Ausschüsse gegen die spanische Bedrohung und gegen Korruption am Hof. Gondomar schlägt Bacon und George vor, James’ früheren Plan zu verfolgen, Charles mit der spanischen Infantin zu verheiraten, was Bacon nicht unterstützt. George und Kit müssen vor Cokes Durchsuchungen zu Mary fliehen, die einen Plan für sie hat. George überzeugt Charles von der Heirat; dafür gibt Gondomar ihm Beweise, dass Bacon sich von Spanien bezahlen ließ, sodass Coke Bacon verbannt, während Kit dessen letzten Zeugen Wearstrap tötet. Bacon sucht noch einmal George auf, der nun eine Tochter hat, und ringt ihm einen letzten Racheakt gegen Mary ab. Sandie wird mit einer Gefangenen namens Cassie freigelassen, die sie im Auftrag Bacons tötet. |                       |                               |                         |                                           |                 |                                    |
| 7 | Krieg                 | War                           | 5. März 2024            | 28. März 2024                             | Florian Cossen  | D. C. Moore & Laura Grace          |
| 1623–1625: George und Charles sind in Spanien, um die Hand der Infantin Maria Anna zu werben. Doch sie werden von den Verhandlern monatelang hingehalten, die die Gespräche sogleich abbrechen, als Charles eine Konvertierung zum Katholizismus ablehnt. Nach Fehlverhalten von George und persönlicher Kränkung gegen ihn droht er, Spanien zu vernichten. Derweil findet Mary Bacon, der ihr sagt, dass George den Mord an ihrer Geliebten gebilligt habe. Obwohl James krank ist und niemanden sehen soll, arrangiert sie, dass sie in seine Nähe aufgenommen und seine neue Vertraute wird. Als George und Charles zurückkehren, ist James enttäuscht, dass sie nicht den Frieden gesichert haben, und distanziert sich durch Mary von George. Der bringt, sie überlistend, James in den Wald, wo sie auf einem Bett Sex haben. So bewegt er James, ihm zu erlauben, vor dem Parlament zu sprechen. Doch in London geht George dabei zu weit und wiegelt zum Krieg auf. Geschockt über diese Nachricht, setzt James in Marys Anwesenheit das Mobiliar im Wald in Brand. Als George hinzukommt, beschuldigt James ihn des Hochverrats und bricht zusammen. Mary und George bringen ihn in sein Landhaus und Charles reitet los, den Arzt zu holen. Derweil erstickt George James. Nach Charles’ Krönung bleibt George sein Vertrauter und führt Truppen in den Krieg. 1628 wird er von John Felton, der unter ihm bei La Rochelle eine Niederlage erlitten hatte, in einem Wirtshaus erstochen. |                       |                               |                         |                                           |                 |                                    |

## Besetzung und Synchronisation
Die deutschsprachige Synchronisation entstand nach Dialogbüchern von Robert Golling und unter der Dialogregie von Rainer Martens durch die Interopa Film GmbH.
| Rolle                               | Beschreibung                             | Darsteller                  | Synchronsprecher            | Folgen                      |
| Hauptfiguren gemäß Vorspann         | Hauptfiguren gemäß Vorspann              | Hauptfiguren gemäß Vorspann | Hauptfiguren gemäß Vorspann | Hauptfiguren gemäß Vorspann |
| ----------------------------------- | ---------------------------------------- | --------------------------- | --------------------------- | --------------------------- |
| Mary Villiers                       | Georges Mutter                           | Julianne Moore              | Petra Barthel               | 1–7                         |
| George Villiers                     | neuer Geliebter des Königs               | Nicholas Galitzine          | Max Felder                  | 1–7                         |
| König James                         | König von England, Schottland und Irland | Tony Curran                 | Torsten Michaelis           | 1–7                         |
| Robert Carr, Graf Somerset          | Geliebter des Königs                     | Laurie Davidson             | Dennis Herrmann             | 1–3                         |
| Sir Thomas Compton                  | Marys zweiter Mann                       | Sean Gilder                 | Torsten Münchow             | 1–2, 4–5                    |
| Francis Bacon                       | Generalstaatsanwalt                      | Mark O’Halloran             | Oliver Siebeck              | 1–7                         |
| Frances Howard, Gräfin Somerset     | Somersets Frau                           | Pearl Chanda                | Lea Kalbhenn                | 1–3                         |
| Königin Anne                        | James’ Frau, Königin                     | Trine Dyrholm               | Silke Matthias              | 1–3, 5–6                    |
| Sir George Villiers                 | Georges Vater                            | Simon Russell Beale         | Lutz Schnell                | 1                           |
| Sandie Brooks                       | Bordellbesitzerin, Marys Geliebte        | Niamh Algar                 | Julia Kaufmann              | 2–7                         |
| Edward Coke                         | Frances Cokes Vater, Chief Justice       | Adrian Rawlins              | Uwe Büschken                | 2–7                         |
| Prinz Charles                       | James’ Sohn                              | Samuel Blenkin              | Patrick Keller              | 2, 5–7                      |
| Frances Coke                        | John Villiers’ Frau                      | Amelia Gething              | Léa Mariage                 | 2–5, 7                      |
| Lady Hatton                         | Frances Cokes Mutter                     | Nicola Walker               | Sabine Falkenberg           | 2–4                         |
| Cunning Mary                        | Seherin und Hexe                         | Kate Fleetwood              | Marion Musiol               | 3                           |
| Katherine Manners                   | Georges Frau                             | Mirren Mack                 | Eva Thärichen               | 5–7                         |
| Diego Sarmiento de Acuña / Gondomar | Spanischer Botschafter                   | Unax Ugalde                 | Nico Mamone                 | 5–6                         |
| Walter Raleigh                      | Entdecker in Südamerika                  | Joseph Mawle                | Sascha Rotermund            | 5                           |
| Weitere                             |                                          |                             |                             |                             |
| Laura Ashcattle                     | Marys Haushälterin                       | Rina Mahoney                | Anna Dramski                | 1–5, 7                      |
| Kit Villiers                        | Georges jüngerer Bruder                  | Jacob McCarthy              | Amadeus Strobl              | 1–2, 4–7                    |
| John Villiers                       | Georges älterer Bruder                   | Tom Victor                  | Tobias John von Freyend     | 1–2, 4–5, 7                 |
| Susan Villiers                      | Georges ältere Schwester                 | Alice Grant                 | Lena Conrad                 | 1–2, 4–5, 7                 |
| Jenny                               | Magd, Georges Geliebte                   | Emily Fairn                 | Lisa May-Mitsching          | 1–5, 7                      |
| Xander                              | Marys Buchhalter                         | Ankur Bahl                  | Marius Clarén               | 1–2                         |
| Jean                                | Georges Erzieher in Frankreich           | Khalil Gharbia              | Frédéric Brossier           | 1                           |
| Vincent                             | Jeans Assistent und Geliebter            | Dimitri Gripari             |                             | 1                           |
| Sir David Graham                    | Engländer im Gefolge des Königs          | Angus Wright                | Marcus Off                  | 1–2                         |
| Christian IV.                       | James’ Schwager, König von Dänemark      | David Weiss                 |                             | 1                           |
| Anne Turner                         | Gefährtin von Frances Howard             | Lydia Fleming               | Stella Sommerfeld           | 1–3                         |
| Wearstrap                           | David Grahams Handlanger                 | Ryan Oliva                  | Andreas Hofer               | 2, 6                        |
| Earl of Essex                       | erster Mann von Frances Howard           | Matt Barkley                | Rajko Geith                 | 3                           |
| Richard Weston                      | Wache von Thomas Overbury                | Simon Bass                  | Axel Strothmann             | 3                           |
| Gervase Helwys                      | Lieutenant des Tower of London           | Michael Ballard             |                             | 3                           |
| James Franklin                      | Apotheker                                | Julian Harries              |                             | 3                           |
| Peter Carr                          | Somersets Cousin                         | Dylan Brady                 | Nico Sablik                 | 4                           |
| Captain Harrison                    | Kapitän unter Raleigh                    | Jamie Michie                | Tommy Morgenstern           | 5                           |
| Earl of Rutland                     | Vater von Katherine Manners              | Simon Winkler               |                             | 5                           |
| Cassie                              | Gefangene                                | Cat Simmons                 | Maria Koschny               | 6                           |
| Maria Anna von Spanien              | Spanische Infantin                       | Aine Mcnamara               |                             | 7                           |
| Olivares                            | Spanischer Unterhändler                  | Alex Brendemühl             | Cristián Lehmann Carrasco   | 7                           |
| John Felton                         | Georges Mörder                           | Robert Lonsdale             | Tim Knauer                  | 7                           |

## Produktion und Ausstrahlung

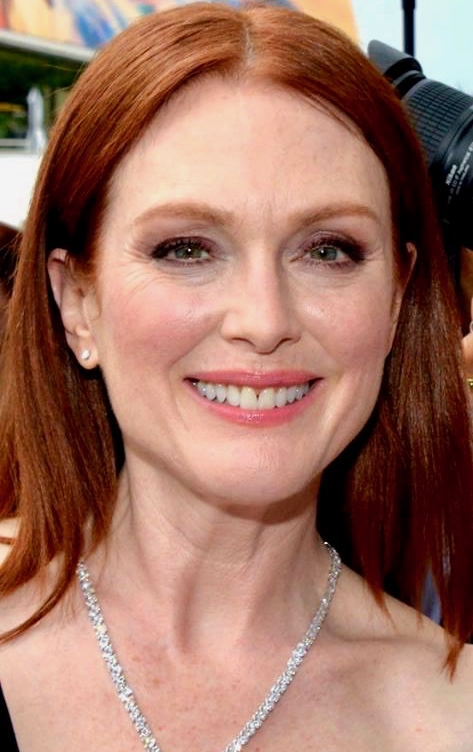
Julianne Moore

Die Serie wurde erstmals im Oktober 2022 durch Sky und dem amerikanischen Sender AMC mit der Hauptbesetzung von Filmschauspielerin Julianne Moore angekündigt, für die es nach Lisey’s Story (2021) erst die zweite Fernsehhauptrolle ist. Sie wurde von dem Theaterautor D. C. Moore geschrieben, inspiriert von Benjamin Woolleys Sachbuch The King’s Assassin. Als Hauptregisseur wurde Oliver Hermanus engagiert, dessen Film Living zu der Zeit auf Festivaltour ging. Die Serie sollte Anfang 2023 gedreht werden und im selben Jahr bei Sky in Europa und bei AMC für Nordamerika erscheinen. Weitere Regisseure sind Alex Winckler und der deutsche Florian Cossen, der mit Die Kaiserin zuvor eine Historienserie drehte. In den weiteren Hauptrollen sind Tony Curran und Nicholas Galitzine, 2023 einer der Stars in dem LGBT-Film Royal Blue, besetzt. Im Januar 2023 begannen die Dreharbeiten.
Im November 2023 wechselten die Senderechte von AMC zu Starz mit einer Veröffentlichung im Jahr 2024. Mit dem ersten Trailer im Februar 2024 wurden als Sendestart der 5. März 2024 für Sky Atlantic im Vereinigten Königreich und der 5. April 2024 für Starz in den Vereinigten Staaten und Kanada angekündigt. In Deutschland erschien die Serie ab dem 7. März 2024 bei Sky Atlantic in Doppelfolgen und wöchentlich bei WOW.

## Rezeption
Patrick Heidmann meinte auf tagesspiegel.de, dass Mary & George an Giorgos Lanthimos’ The Favourite – Intrigen und Irrsinn erinnere, mit einem gesteigerten Queerness-Faktor. Auch wenn sie an dessen künstlerische Ambitionen nicht herankomme, fahre die Serie einige Schauwerte auf, von prächtigen Kostümen über nackte Männerkörper bis hin zu Szenen, die vom Score und der Kameraarbeit leben. Außerdem lobte er die Leistungen der beiden Hauptdarsteller.